# キリル・ゴトフツェフ
キリル・ゴトフツェフ（Kirill Gotovtsev、1987年7月17日 - ）は、プレミアシップグロスターに所属するラグビーユニオン選手。

## プロフィール
- ロシア・ボグチャニ出身[1]。
- ポジションはプロップ(PR)。
- 身長 188cm、体重 112kg
- ロシア代表キャップは11（2021年8月現在）で2019W杯のロシア代表に選ばれた[2]。

## 略歴
クラスニヤールを経て、2021年、グロスターに加入。